# シーザー (奴隷)
シーザー（英語：Caesar、1737年頃 - 1852年）はニューヨーク植民地出身の元奴隷。写真が現存する人物の中で最も早生まれの可能性があることで知られている。また、ニューヨークで解放された最後の奴隷でもあった。

## 生涯
シーザーは1737年頃に、ニューヨーク植民地ベツレヘムにおいて、同地の有力者であったニコル家に仕える奴隷のもとに生まれたとされる。ニューヨーク州では1827年7月4日までに大半の奴隷が開放されたものの、シーザーが奴隷から完全に開放されたのは同州において全ての奴隷制度が禁止となった1841年頃であった。 
1849年、画家のG.W.ウッドワードが椅子に座りながら居眠りをするシーザーのスケッチを描いたとされるが、その絵の行方は分かっていない。
1851年、最後に仕えた主人の息子に説得され、ダゲレオタイプでの肖像写真の撮影に応じた。この際に撮影された写真は「奴隷シーザーのダゲレオタイプ」として広く知られている。また、写真に添えられたメモには「シーサー〔ママ〕は1737年にウィリアムの息子ヴァン・R・ニコルの奴隷としてニューヨーク州ベツレヘムで誕生し、1852年同地にて死去。彼は北部で死去した最後の奴隷であった。このダゲレオタイプは1851年に撮影。彼の二人目の主人はヴァン・R・ニコルの息子であるフランシス・ニコル、三人目の主人は妻マーガレットに全てを残していったウィリアム・ニコル・シルである」と記されている。
シーザーは1817年に80歳で引退を許されるまで三代にわたるニコル家当主に仕え、1852年に死去。享年115。遺体はニコル家の所有したベツレヘム・ハウス付近にある家族墓地に埋葬された。
シーザーの年齢に関して、当時の記録として残されているのは1850年に実施された国勢調査における「Cesar Nicholls、110歳」との記載のみであり、正確に判明しているのは没年だけである。115歳という年齢について確証が得られれば、シーザーは写真に撮られた人の中で最も早生まれの人物（同様の主張がなされているジョン・アダムズやコンラッド・ヘイヤーの生年を上回るため）となるだけでなく、記録上最も長生きしたアメリカ人となる。